# Le Complexe du kangourou
Pour plus de détails, voir Fiche technique et Distribution.
Le Complexe du kangourou est un film français de Pierre Jolivet sorti en 1986.

## Synopsis
Loïc, vendeur de marrons, a une maîtresse qui veut un bébé ; il n'ose pas lui avouer qu'il a eu les oreillons tardivement jusqu'au jour de sa rencontre avec Claire, une ancienne petite-amie, qui a un petit garçon. Loïc trouve la ressemblance entre le petit et lui énorme et se persuade qu'il est son père.

## Fiche technique
- Titre original : Le Complexe du kangourou
- Réalisation : Pierre Jolivet
- Scénario et dialogues : Pierre Jolivet et Olivier Schatzky
- Photographie : Christian Lamarque
- Montage : Jean-François Naudon
- Musique : Serge Perathoner
- Pays de production :  France
- Langue : français
- Format : Couleurs
- Genre : comédie
- Durée : 86 minutes
- Date de sortie : 10 septembre 1986

## Distribution
- Roland Giraud : Loïc Mast, un peintre qui ne peut pas avoir d'enfants
- Clémentine Célarié : Claire Chaumette, l'ancienne petite amie de Loïc
- Zabou : Odile, une astronome, compagne de Loïc
- Stéphane Freiss : Bob, le frère de Loïc, propriétaire d'une solderie
- François Berléand : le beau-frère de Loïc, sous-directeur d'une banque
- Nanou Garcia : Lourdes
- Maaike Jansen : Chotska
- Maka Kotto : Arthur
- Stéphane Duchemin : Éric, le fils de Claire
- Marc Jolivet : Fabrice
- Caroline Chaniolleau (de) : Jeanne, la sœur
- Robert Rimbaud : le directeur de la banque
- Michèle Loubet : la mère de Loïc
- Didier Flamand : Jacques Kurland
- Maurice Illouz : le premier pompier
- Marc de Jonge : Verahege
- Georges Beauvilliers : le patron bougnat
- Raymond Aquilon : le chauffeur de taxi